# Pteromyces ambiguus
Pteromyces ambiguus är en svampart som beskrevs av E. Bommer, M. Rousseau & Sacc. ex Sacc. 1906. Pteromyces ambiguus ingår i släktet Pteromyces, ordningen disksvampar, klassen Leotiomycetes, divisionen sporsäcksvampar och riket svampar.   Inga underarter finns listade i Catalogue of Life.